# Alteburg (Hörre)
Der Alteburg nahe Ballersbach im mittelhessischen Lahn-Dill-Kreis ist mit 445,1 m ü. NHN der höchste Berg des Höhenzugs Hörre im Gladenbacher Bergland.

## Geographische Lage
Der Alteburg erhebt sich im Süden des Naturparks Lahn-Dill-Bergland etwa im Zentrum der Hörre. Ihr Gipfel liegt 1,6 km südöstlich von Ballersbach, 2,2 km südlich von Mittenaar, 3 km westnordwestlich von Bellersdorf, 2,4 km nordnordwestlich von Dreisbach und 4,3 km (jeweils Luftlinie) nordöstlich von Sinn. Am Berg entspringt der kleine Ballersbach, der etwa nach Norden und durch das gleichnamige Dorf zur Aar fließt. Nach Osten bis Nordosten fällt seine Landschaft zum Aar-Zufluss Gettenbach ab. Südöstlich des Berges entspringt der kleine Bragbach, der den auf der Bergsüdflanke quellenden Flickersbach aufnimmt und in den etwas westlich vom Flickersbach entspringenden Amstelbach (Dreisbach) mündet; letzterer fließt durch das nahe dem Berg gelegene Dorf Dreisbach zur Lemp.

## Naturräumliche Zuordnung und Vogelschutzgebiet
Der bewaldete Alteburg gehört in der naturräumlichen Haupteinheitengruppe Westerwald (Nr. 32), in der Haupteinheit Gladenbacher Bergland (320) und in der Untereinheit Lahn-Dill-Bergland (320.0) zum Naturraum Hörre (320.04).
Auf dem Berg liegen Teile des Vogelschutzgebiets Hörre bei Herborn und Lemptal (VSG-Nr. 5316-402), das 50,66 km² groß ist.

## Verkehr und Wandern
Nördlich vorbei an der Hörre und am Alteburg verläuft die Bundesstraße 255 (Bicken–Ballersbach–Seelbach), von der die Kreisstraße 58 abzweigt und als die Aar überquerende Stichstraße in das Dorf Ballersbach führt. Südlich des Berges zweigt zwischen Kölschhausen und Niederlemp von der Landesstraße 3052 die Kreisstraße 389 als entlang dem Amstelbach (Dreisbach) nach Dreisbach führende Stichstraße ab. Zum Beispiel an diesen Straßen beginnend kann der Berg auf zumeist Waldwegen und -pfaden erwandert werden. Über die Südflanke des Berges führt der ehemalige Rennweg.